# Lobogonia conspicuaria
Lobogonia conspicuaria là một loài bướm đêm trong họ Geometridae.